# نورتون (ویسکانسین)
نورتون (به انگلیسی: Norton) یک منطقهٔ مسکونی در ایالات متحده آمریکا است که در شهرستان دون، ویسکانسین واقع شده‌است. نورتون ۲۸۴٫۰۸ متر بالاتر از سطح دریا واقع شده‌است.